# Lingua giudeo-berbera
La lingua giudeo-berbera è una varietà di lingua berbera parlata storicamente in Marocco dalla comunità ebrea berbera nei monti dell'Atlante. Gran parte delle comunità ebree berbere erano arabofone e ricorrevano al giudeo-berbero per le comunicazioni esterne. La stragrande maggioranza di queste comunità è emigrata in Israele nel corso degli anni '50 e '60 del XX secolo. I dialetti giudeo-berberi presentavano un'avanzata mutua intelligibilità con i dialetti parlati dai berberi musulmani della zona, caratterizzandosi per una profonda influenza lessicale della lingua ebraica e per la pronuncia del fonema /š/ come /s/ (similmente a molti dei dialetti giudeo-arabi).

## Storia
Le comunità giudeo-berberofone includevano Tinghir, Ouijjane, Asaka, Imini, la valle del Draa, Demnate e Ait Bou Oulli, nell'Alto Atlante e nel Medio Atlante nella zona tamazight del Marocco centrale, e Oufrane, Tiznit e Illigh nella zona tachlhit della valle del Sous. Gli ebrei vivevano tra le tribù berbere negli stessi villaggi e vigeva l'antica usanza della protezione tribale. Molte di queste comunità erano monolingui e ricorrevano al giudeo-berbero anche negli ambienti familiari e comunitari.
Nel 1912, si stimavano in Marocco 8.000 ebrei berberi (dei quali la maggior parte bilingui in arabo), a fronte di 77.000 ebrei monolingui arabofoni e di 16.000 locutori di haketia. Durante il periodo coloniale furono stabiliti contatti con le comunità ebraiche arabofone urbane, il che portò molti dei monolingui giudeo-berberi ad adottare anche l'arabo giudeo-marocchino.
Quasi tutti gli ebrei berberi abbandonarono il Marocco negli anni '50 e '60 del XX secolo per raggiungere Israele, incoraggiati in tal senso dall'Agenzia ebraica e dal Mossad. Nel 1992, rimanevano circa 2.000 locutori di giudeo-berbero, distribuiti principalmente in alcuni moshavim in Israele.

## Utilizzo
Aldilà dell'uso quotidiano, il giudeo-berbero veniva usato nello studio dei testi religiosi, e veniva occasionalmente scritto con caratteri ebraici; un manoscritto Haggadah di Pesach in giudeo-berbero è stato ristampato. Alcune preghiere, come le benedizioni della Torah, erano recitate in berbero.

## Esempio
Il seguente è un testo preso da un manoscritto originario di Tinghir:
יִכְדַמְן אַיְיִנַגָא יפּרעו גְמַצָר. יִשוֹפִגַג רבי נּג דְיְנָג שוֹפוֹש נִדְרע שוֹפוֹש  יִכיווֹאַנ
ixəddamn ay n-ga i pərʿu g° maṣər.  i-ss-ufġ aġ əṛbbi ənnəġ dinnaġ s ufus ən ddrʿ, s ufus ikuwan.